# أبلق قبرصي

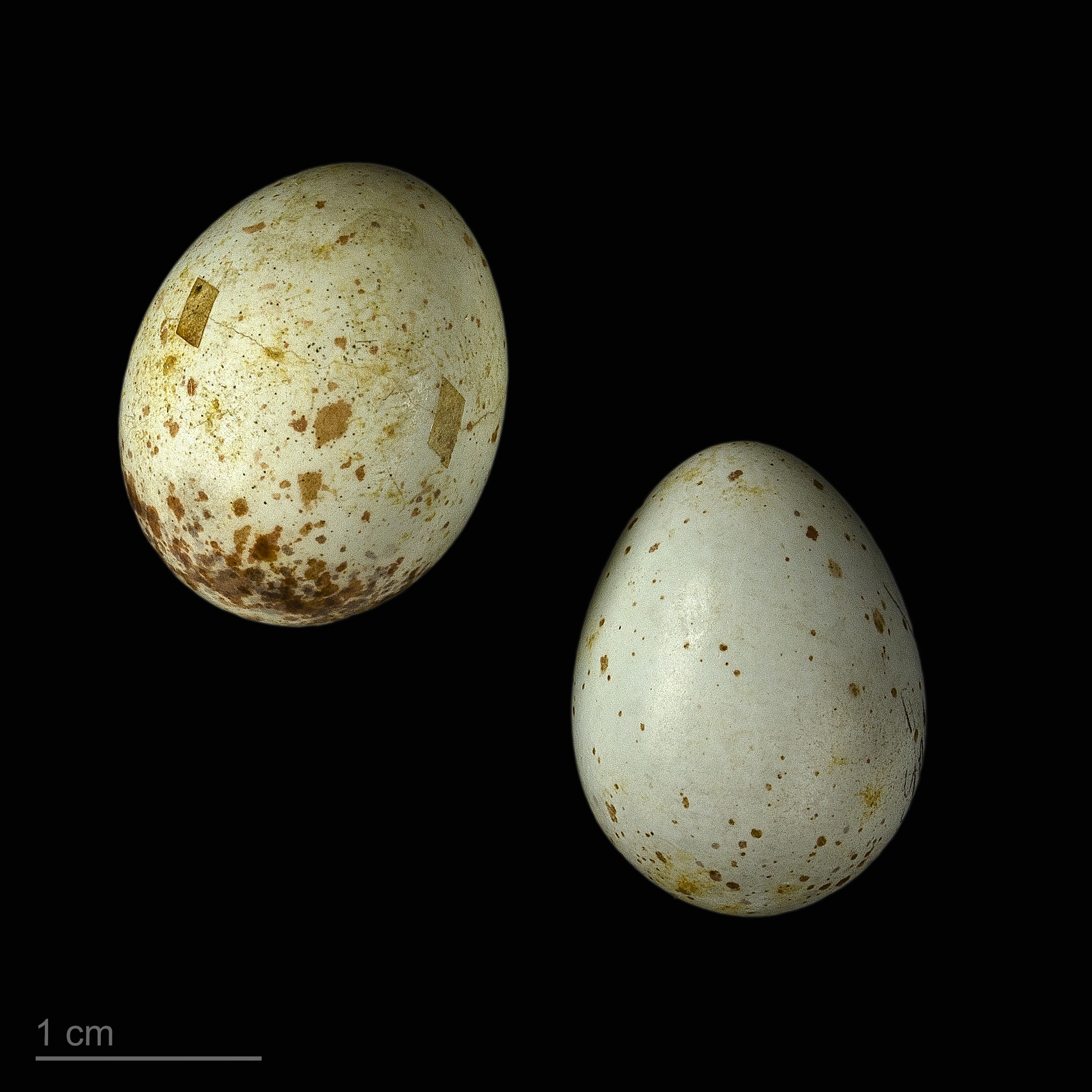
Oenanthe cypriaca

أبلق قبرصي (الاسم العلمي:Oenanthe cypriaca) (بالإنجليزية: Cyprus Wheatear)‏ هو نوع من الطيور يتبع جنس الأبلق من فصيلة صائدات الذباب.